# Cor Bakker

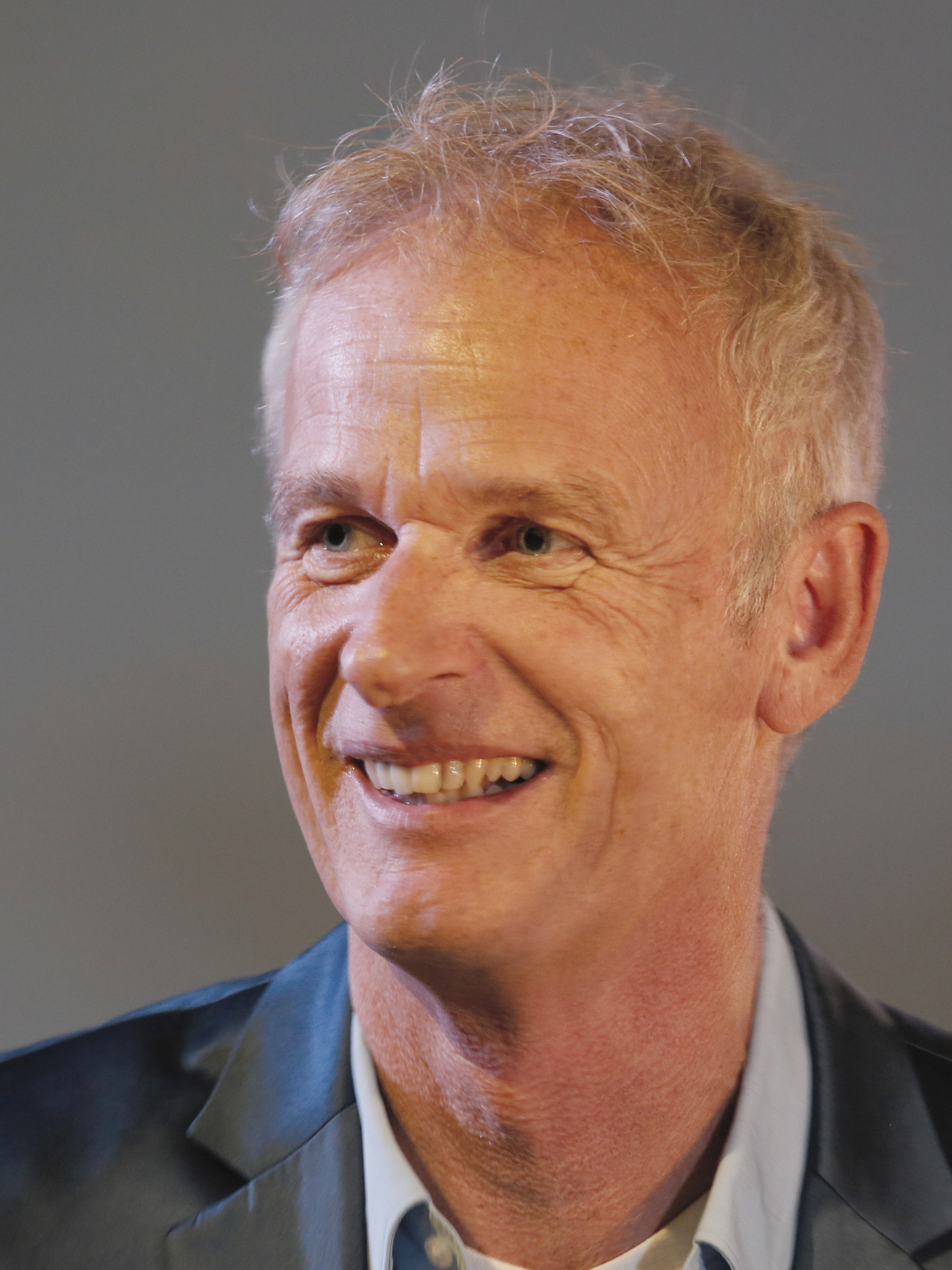
Cor Bakker

Cor Bakker (* 19. August 1961 in Landsmeer) ist ein niederländischer Pianist der Unterhaltungsmusik (Pop, Jazz) sowie Radio- und Fernseh-Moderator.
Bakker begann mit 11 Jahren Klavier zu spielen und hatte den Jazzpianisten Louis van Dijk als Vorbild. Ab 1984 studierte er am Sweelinck Konservatorium in Amsterdam Klavier und improvisierte Musik und setzte sein Studium in Los Angeles bei Clare Fischer fort. In den Niederlanden war er lange Jahre Pianist des Metropole Orkest (1989 bis 2000), begleitete Sänger wie die Niederländer Karin Bloemen, Jenny Arean und internationale Stars wie Shirley Bassey und Oleta Adams. Er war im Fernsehen Pianist in der Show von Paul de Leeuw (1990 bis 2013, De Schreeuw van de Leeuw). 
Er hatte eine eigene Radiosendung (Music minded, 1994 bis 1997) sowie eine Fernseh-Reihe (Cor & Co, 1996 bis 2001), in der er Musiker wie Al Jarreau, Lionel Richie, UB40, Michel Petrucciani und Michel Legrand empfing. 2001 bis 2005 hatte er eine Fernseh-Sendereihe Cor op Reis, in der er eine musikalische Weltreise unternahm. Er organisierte ab 2010 eigene Shows in Theatern (Cor Bakker Ontvangt), zum Beispiel 2011 und 2015 mit Louis van Dijk. Ab 2014 trat er als Pianist mit dem Programm Gerry Mulligan Revisited im Duo mit dem Baritonsaxophonisten Jan Menu auf.
Sein erstes Album erschien 1993 (Declared, eine Hommage an Clare Fischer).